# Ngày nghỉ
Ngày nghỉ nói chung là một ngày không phải làm việc, với ý nghĩa là để dưỡng sức, giải trí hay thờ phụng. Ngày nghỉ được chia ra thành ngày nghỉ lễ, ngày nghỉ cuối tuần hay những ngày nghỉ hàng năm. Ngoài ra còn có các ngày nghỉ đặc biệt khác như ngày nghỉ để học thêm (Bildungsurlaub), ngày nghỉ để trông con (Erziehungsurlaub), ngày nghỉ để đi đẻ (Mutterschaftsurlaub)...

## Ngày nghỉ lễ
Mọi dân tộc mỗi năm thường ăn mừng những sự kiện văn hóa, tôn giáo, hay chính trị quan trọng đối với họ. Những ngày này được gọi là ngày lễ. Một số ngày lễ đặc biệt, người lao động không phải đi làm mà vẫn được hưởng lương, được gọi là ngày nghỉ lễ. Những ngày này được quy định trong luật lao động của mỗi nước.
Theo TopLisTenz, Ấn Độ có nhiều ngày nghỉ lễ nhất: 21, kế đến là Columbia và Philippines 18, Trung Quốc 17.

## Ngày nghỉ cuối tuần
Ngoài những ngày nghỉ lễ, người lao động được nghỉ một ngày trong tuần để giải lao, thường là ngày cuối tuần, ngày chủ nhật. Ngày nghỉ mỗi tuần có nguồn gốc tôn giáo. Do thái giáo ăn mừng ngày thứ bảy của sự tạo hóa, ngày thượng đế nghỉ ngơi, gọi là ngày Sabbat, ngày thứ bảy trong tuần. Ngày nghỉ Kitô tưởng nhớ Sự phục sinh của Giêsu ngày đầu tiên trong tuần, chủ nhật, người theo đạo Hồi ngày Thứ sáu.

## Ngày nghỉ hàng năm
Ngày nghỉ hàng năm là những ngày người lao động được phép nghỉ có lương sau khi làm việc 1 năm, không bao gồm ngày nghỉ lễ. Để được nghỉ người lao động phải thỏa thuận với các đồng nghiệp và phải được sự chấp thuận của người cấp trên.

## Việt Nam

### Ngày nghỉ lễ
Người lao động ở Việt Nam được hưởng 11 ngày nghỉ có hưởng lương đầy đủ vào những ngày sau đây: Tết dương lịch (1 tháng 1); 5 ngày Tết Nguyên đán (có thể lựa chọn 1 ngày cuối năm và 4 ngày đầu năm âm lịch hoặc 2 ngày cuối năm và 3 ngày đầu năm âm lịch); Ngày Giỗ tổ Hùng vương (ngày 10 tháng 3 âm lịch); Ngày Chiến thắng (30 tháng 4 dương lịch); Ngày Quốc tế Lao động (ngày 1 tháng 5 dương lịch); Ngày Quốc khánh (ngày 2 tháng 9 dương lịch và 1 ngày liền kề trước hoặc sau).
Nếu những ngày nghỉ này trùng vào ngày nghỉ hàng tuần thì người lao động được nghỉ bù vào ngày làm việc kế tiếp. Nếu người lao động là công dân nước ngoài, ngoài 11 ngày nghỉ lễ theo quy định trên còn được nghỉ thêm 1 ngày Tết cổ truyền dân tộc và 1 ngày Quốc khánh của nước họ. (Nguồn: Điều 115 của Bộ luật Lao động (Luật số 45/2019/QH14); Điều 8 Nghị định Quy định chi tiết một số điều của Bộ luật Lao động về thời giờ làm việc, thời giờ nghỉ ngơi và an toàn lao động, vệ sinh lao động (số 45/2013/NĐ-CP))

### Ngày nghỉ hàng tuần
Hàng tuần, người lao động được nghỉ một ngày vào chủ nhật hoặc bất kỳ ngày cố định nào khác trong tuần. Các ngày nghỉ hàng tuần phải được nêu rõ trong quy định nội bộ (của doanh nghiệp) hoặc thoả ước lao động tập thể. Trong trường hợp đặc biệt do chu kỳ lao động không thể nghỉ hằng tuần, thì doanh nghiệp có trách nhiệm bảo đảm cho người lao động được nghỉ tính bình quân 1 tháng ít nhất 4 ngày. (Nguồn: Điều 110, Luật Lao động (Luật số 45/2019/QH14)) 

### Ngày nghỉ hàng năm
Theo luật Lao đông người lao động làm việc trong điều kiện bình thường được 12 ngày nghỉ; 14 ngày nghỉ đối với người làm công việc nặng nhọc, nguy hiểm; và 16 ngày làm việc đối với người lao động làm các công việc đặc biệt nặng nhọc, độc hại. Đối với người lao động dưới 18 tuổi và người khuyết tật thì số ngày nghỉ hàng năm là 14 ngày. Cứ 05 năm làm việc cho 1 doanh nghiệp, người lao động được hưởng thêm một ngày nghỉ hàng năm. Đối với người lao động làm việc dưới một năm hoặc những người nghỉ việc khi chưa hết năm thì số ngày nghỉ hàng năm được tính theo tỷ lệ tương ứng với thời gian làm việc. Số ngày nghỉ hàng năm được tính như sau: [số ngày nghỉ hàng năm (12 hoặc 14 hoặc 16) + số ngày nghỉ hàng năm tăng thêm theo thâm niên (mỗi 5 năm tăng thêm 1 ngày)/12 tháng] x số tháng làm việc thực tế trong năm. Phần dư lớn hơn hoặc bằng 0,5 được làm tròn lên 1 ngày.

## Đức
Ở Đức theo luật, người lao động được quyền nghỉ phép tối thiểu 4 tuần. Như vậy ai làm việc 5 ngày một tuần thì được tối thiểu là 20 ngày nghỉ phép. Tuy nhiên qua thỏa thuận với các nghiệp đoàn trung bình một người lao động ở Đức có 29 ngày nghỉ phép trong một năm. So sánh với các nước châu Âu khác, Đức đứng hạng thứ 4 trong những nước được nghỉ phép nhiều nhất (sau Thụy Điển, Hà Lan và Đan Mạch). Còn về ngày nghỉ lễ thì tùy theo mỗi tiểu bang, chỉ có Ngày thống nhất nước Đức vào ngày 3 tháng 10 là do liên bang ấn định. Tuy nhiên, các bang cũng có 8 ngày nghỉ chung khác. Bayern với 13 ngày nghỉ lễ là bang Đức có nhiều ngày nghỉ lễ nhất.